# 切里格羅夫鎮區 (密歇根州)
切里格羅夫鎮區（英語：Cherry Grove Township）是位於美國密歇根州韋克斯福德縣的一個行政鎮區。

## 地方資料
切里格羅夫鎮區的面積為93.78平方千米，當中陸地面積為86.43平方千米，而水域面積為7.35平方千米。根據2020年美國人口普查的數據，當地共有人口2421人，而人口密度為每平方千米25.82人。